# Mundari
Le mundari est une langue munda, parlée par le peuple aborigène munda essentiellement dans l'État du Jharkhand en Inde.

## Répartition géographique
La population la plus dense de Mundaris réside dans les districts de Ranchi et Chaibasa, dans l'État du Jharkhand. D'autres Mundaris vivent dispersés dans le reste de cet État, ainsi que les régions voisines de l'Orissa et du Madhya Pradesh. De nombreux Mundaris demandent la création d'un état qui reprendrait les spécificités ethniques et linguistiques de ce groupe et qui serait détaché de l'état du Jharkand, de l'Orissa et du Madhya Pradesh. Cependant, la faible population de ce groupe ne trouve pas de réponses favorable depuis 2000. 

## Dialectes
Le mundari peut se diviser en deux aires dialectales dont la limite passe par la route qui va de Ranchi à Chaibasa. À l'Est, on trouve le dialecte hasada, tandis qu'à l'Ouest, on parle le naguri.

## Phonologie
Les tableaux présentent les phonèmes vocaliques et consonantiques du dialecte hasada du mundari.

### Voyelles
|         | Antérieure    | Centrale      | Postérieure   |
| ------- | ------------- | ------------- | ------------- |
| Fermée  | i [i] iː [iː] |               | u [u] uː [uː] |
| Moyenne | e [e] eː [eː] |               | o [o] oː [oː] |
| Ouverte |               | a [a] aː [aː] |               |

### Consonnes
|            |            | Bilabiales | Dentales | Alvéolaires | Alvéolaires | Alvéolaires | Rétrofl. | Vélaires | Glottales |
| ---------- | ---------- | ---------- | -------- | ----------- | ----------- | ----------- | -------- | -------- | --------- |
| Centrales  | Latérales  | Bilabiales | Dentales | Palatales   |             |             | Rétrofl. | Vélaires | Glottales |
| Occlusives | Sourdes    | p [p]      | t [t]    |             |             |             | ṭ [ʈ]    | k [k]    |           |
| Occlusives | Sonores    | b [b]      | d [d]    |             |             |             | ḍ [ɖ]    | g [g]    |           |
| Affriquées | Sourdes    |            |          |             |             | c [t͡ʃ]      |          |          |           |
| Affriquées | Sonores    |            |          |             |             | j [d͡ʒ]      |          |          |           |
| Fricatives | Fricatives |            |          | s [s]       |             |             |          |          | h [h]     |
| Nasales    | Nasales    | m [m]      | n [n]    |             |             |             | ṇ [ɳ]    | ṅ [ŋ]    |           |
| Liquides   | Liquides   |            |          |             | l [l]       |             |          |          |           |
| Roulées    | Roulées    |            |          | r [r]       |             |             |          |          |           |